# Olympische Jugend-Sommerspiele 2014/Teilnehmer (Nauru)
| Gelbes Symbol für Goldmedaillen mit stilisierten Olympischen Ringen | Graues Symbol für Silbermedaillen mit stilisierten Olympischen Ringen | Braundes Symbol für Bronzemedaillen mit stilisierten Olympischen Ringen |
| ------------------------------------------------------------------- | --------------------------------------------------------------------- | ----------------------------------------------------------------------- |
| —                                                                   | —                                                                     | —                                                                       |

Die Jugend-Olympiamannschaft aus Nauru für die II. Olympischen Jugend-Sommerspiele vom 16. bis 28. August 2014 in Nanjing (Volksrepublik China) bestand aus zwei Athleten. Sie konnten keine Medaille gewinnen.

## Athleten nach Sportarten

### Gewichtheben
Jungen
- Rayvon Dekarube
Klasse bis 56 kg: 11. Platz

### Leichtathletik
Mädchen
- Faylani Grundler
100 m: 24. Platz